# Roman Prymula
Roman Prymula, né le 4 février 1964 à Pardubice, est un homme politique et médecin tchèque.